# Lachta-centr
 Il Lachta-centr (in russo Лахта-центр?) è un grattacielo nella periferia di Lachta a San Pietroburgo, in Russia.
Alto 462 metri e contenente 90 piani, il Lachta-centr è l'edificio più alto della Russia, l'edificio più alto d'Europa e il 16º edificio più alto del mondo. È inoltre la seconda struttura più alta in Russia e in Europa, dietro la Torre Ostankino a Mosca.
La costruzione del Lachta-centr è iniziata il 30 ottobre 2012; è stato completato il 29 gennaio 2018. Il 5 ottobre 2017 ha superato la Torre Vostok delle Torri della Federazione a Mosca come l'edificio più alto in Russia e in Europa. L'edificio è stato progettato da RMJM. Il progetto è stato poi però proseguito da GORPROJECT (2011-2017) basandosi comunque sui concetti di RMJM (rimasta solo per il 2011). Il Lachta-centr è destinato a diventare la nuova sede della compagnia energetica russa Gazprom.
Il 24 dicembre 2018, il Lachta-centr è stato certificato secondo i criteri di efficienza ecologica con un certificato LEED Platinum. Il getto di calcestruzzo della lastra inferiore della fondazione del Lachta-centr è stato registrato da Guinness World Records come il più grande getto continuo di calcestruzzo; sono stati utilizzati 19.624 metri cubi di cemento, che sono circa 3.000 metri cubi in più rispetto al precedente record simile registrato alla Wilshire Grand Tower. La facciata continua della torre è anche la più grande facciata piegata a freddo del mondo.

## Storia

### Pianificazione
Il 26 gennaio 2012 è diventato noto che Gazprom stava progettando di costruire un nuovo porto per yacht vicino al centro di Lachta e all'isola Krestovskij.
Il 16 marzo 2012 è stato annunciato che sarebbe stata costruita una nuova stazione della metropolitana vicino al centro di Lachta. L'edificio di questa stazione della metropolitana era stato incluso nel piano di sviluppo della città di Leningrado nel 1980, ma solo con la costruzione del Lachta-centr è entrato nuovamente tra i piani.
Il 17 agosto 2012 è stato ottenuto il permesso per la costruzione della prima tappa del Lachta-centr, che comprendeva un grattacielo e uno stilobato. Il 31 agosto 2012 si è tenuta l'udienza pubblica sul tema del layout.

### Costruzione
Circa 3.000 persone sono state impiegate nella costruzione. Dopo la costruzione, alcune migliaia di lavoratori con diverse mansioni occuperanno il complesso.

Indagini geodetiche ed ecologiche del suolo e documentazione di progettazione per il progetto sono state preparate da GORPROJECT (Russia), NIIOSP (Russia), Petrochim-technologiya LLC (Russia) e Trest GRII JSC (Russia). Nella pianificazione e nell'esecuzione dei lavori nel ciclo sotterraneo, partecipano all'accumulo e alla produzione di materiali da costruzione aziende come Arabtec (Emirati Arabi Uniti), Bauer Group (Germania), Geostroy CJSC (Russia), Inforsproekt CJSC (Russia) e Renaissance Construction (Turchia). I calcoli di verifica, lo sviluppo della documentazione di lavoro, l'ottimizzazione dei processi e la supervisione tecnica sono stati eseguiti da Arup Group Limited (Gran Bretagna), Samsung C&T (Corea) e Lend Lease Project Management &amp; Construction (Gran Bretagna). La gestione del progetto è stata affidata ad AECOM (USA). Exclusiva Design (Italia) è stato appaltatore chiave per l'interior design di spazi pubblici. La società tedesca Josef Gartner è stata responsabile per i vetri del grattacielo. 
- Marzo 2013 - Le pile sono in fase di installazione. Secondo il programma di costruzione, la parete del diaframma deve essere completata entro la fine di aprile, mentre i lavori di ammassamento continueranno fino al 15 agosto 2013[23].
- Luglio 2013 - il montaggio delle 264 pile sotto la fondazione scatolata è terminato. Lo scavo della fossa di fondazione è in corso[24].
- Settembre 2013 - la superficie totale del sito è stata aumentata da 330.000 a 400.000 metri quadrati a causa dell'estensione delle dimensioni del parcheggio di 700 posti auto[25].
- Ottobre 2013 - è stata avviata la costruzione di fondazioni box-type. Secondo il piano, questa parte del lavoro dovrebbe concludersi nel 2014[26].
- Dicembre 2013 - è iniziato il montaggio dei dischi di calcestruzzo sulla parete del diaframma. I dischi devono fornire alla parete del diaframma una maggiore resistenza alla pressione esterna del terreno[27].
- Aprile 2014 - la costruzione della fossa di fondazione per il grattacielo è terminata.[28]
- Giugno 2014 - l'accumulo è completamente completato. Sono state montate 264 pile per la torre del Lachta-centr, 848 pile per l'edificio ad uso misto e l'arco d'ingresso e 968 pile per lo stilobate (parcheggio sotterraneo). Complessivamente sono state scavate 2080 pile.[29]
- Settembre 2014 - è terminato lo scavo della fossa di fondazione per l'edificio ad uso misto. La creazione della fondazione è iniziata.
- Febbraio e marzo 2015 - il versamento della lastra inferiore della fondazione a forma di scatola del grattacielo del Center è terminato. 19.624 metri cubi di cemento furono gettati nella fondazione.[30]
- Giugno 2015 - la costruzione dei piani sotterranei sotto la Torre è terminata.
- Settembre 2015 - è stata completata la colata della lastra di fondazione della scatola superiore spessa 2 m, quindi sono stati completati tutti i lavori relativi alla costruzione del Lachta-centr sotto quota zero.
- Settembre 2015 - è in corso la costruzione dei primi piani del nucleo della torre.[31]
- Gennaio 2016 - costruzione dei successivi dieci piani della torre; lavori su complessi del parcheggio sotterraneo.
- Aprile 2016 - costruzione del nucleo della torre a livello dei 22-26 piani.
- Maggio 2016 - iniziata la posa dei vetri sulla facciata della torre
- Settembre 2016 - costruzione del nucleo della torre a livello dei piani 46-50.[32]
- Dicembre 2016 - installazione della facciata della torre a livello dei 16-18 piani; costruzione del nucleo della torre a livello dei piani 57-61.
- Febbraio 2017 - La torre del Lachta-centr ha raggiunto 260 metri; i piani da 61 a 64 sono in costruzione.
- Aprile 2017 - l'altezza supera i 300 metri, il che ha permesso alla Lachta-centr di essere un grattacielo supertall (secondo la classificazione internazionale). I lavori sono in corso al 67º piano.
- Maggio 2017 - il grattacielo ha raggiunto l'altezza 327,6 metri, si lavora al 78º piano.[33]
- Agosto 2017 - inizia l'installazione della guglia all'83º piano.
- 5 ottobre 2017 Il Lachta-centr è diventato l'edificio più alto d'Europa[34], raggiunto l'altezza di 374 metri.[35]
- 29 gennaio 2018 L'edificio dopo il completamento della guglia raggiunge i 462 metri.[36]
- Il 27 giugno 2018 è stata effettuata la prima messa in servizio dell'edificio. Sono stati preparati documentazione tecnica, piano di costruzione e passaporto tecnico.[37]
- Il 16 ottobre 2018 Lakhta Center MFC JSC ha ricevuto l'autorizzazione per la messa in servizio della struttura. Il documento pertinente è stato pubblicato ufficialmente dal Servizio di supervisione e ispezione delle costruzioni di San Pietroburgo, Russia. Mancano circa due anni all'inaugurazione del Complesso multifunzionale del Lachta-centr, il cui centro dominante è il grattacielo più alto d'Europa.[38]

## Design

### Strutture
Il Lachta-centr conterrà uffici, un centro di co-working, un centro sportivo, un centro scientifico per bambini e un centro conferenze. Il progetto comprende 1.500 metri quadrati di spazio espositivo al coperto. Parte dell'area aperta verrà utilizzata per mostrare oggetti d'arte, installazioni e sculture. Ci sarà una piattaforma di osservazione pubblica gratuita nella parte superiore del grattacielo ad un'altezza di 357 m. La torre ha anche la possibilità di venire illuminata da un sistema di proiezione con una risoluzione di 8K Meridian, che utilizza 10 proiettori laser 4K SONY GTZ280. Cinque proiettori illuminano anche il livello inferiore della cupola, quattro la parte superiore e uno forma un'immagine dello Zenith. Pertanto, la risoluzione totale in 48.483.533 pixel.

### Innovazioni
Per fornire un sistema antincendio più efficace, verrà utilizzato un sistema di soppressione con acqua nebulizzata HI-FOG. Quando la temperatura supera i 57 °C, gli irrigatori che creeranno una nebbia d'acqua inizieranno a funzionare automaticamente. Il Lachta-centr è anche il primo grattacielo di San Pietroburgo, dove verrà utilizzato un sistema di controllo della formazione di ghiaccio. Il riscaldamento del vetro ai piani alti impedisce l'accumulo di ghiaccio e aiuta a mantenere una buona visibilità. La guglia della Torre sarà realizzata con una garza di metallo per prevenire la formazione di uno strato di ghiaccio in inverno. Il livello di consumo di risorse materiali ed energetiche diminuirà a causa della conversione dell'energia cinetica dei lavoratori del Centro e dei passi dei visitatori in energia elettrica. Nei periodi di migrazione degli uccelli verrà utilizzata un'illuminazione speciale per illuminare la torre.

### Tecnologie ambientali
Durante la progettazione del Lachta-centr sono state pianificate diverse tecnologie "verdi" e di risparmio energetico per ulteriori applicazioni. Esse sono:
- Doppia facciata. L'uso di doppi vetri contribuirà ad aumentare il livello di isolamento termico, che ha permesso ai progettisti di ridurre i costi di riscaldamento e condizionamento.
- Utilizzo del calore in eccesso generato dall'attrezzatura tecnica di lavoro per il riscaldamento dei locali.
- Utilizzo di apparecchiature con livello di rumorosità ridotto insieme a silenziatori e facciate continue insonorizzate.
- Montaggio dei sistemi a supporto del livello ottimale di temperatura e umidità all'interno dell'edificio.
- Sistema di smaltimento intelligente dei rifiuti che migliora l'igiene e riduce le emissioni di CO₂. Anche i rifiuti sono ordinati secondo la classica raccolta differenziata, che è uno dei principi essenziali della costruzione verde. Lo smaltimento dei rifiuti è richiesto 20 volte meno frequente rispetto a un sistema convenzionale.[47]
- Costruzione di depositi di ghiaccio che accumuleranno fino a 1.000 tonnellate di ghiaccio durante la notte per l'aria condizionata durante il giorno. Poiché il raffreddamento dell'edificio deve essere effettuato utilizzando generatori di ghiaccio cumulativi, sarà possibile risparmiare sulle spese elettriche fino a 13.000 rubli al giorno.
- A sostegno del World Wide Fund for Nature e del FLAP (Fatal Light Awareness Program) "Bird - Friendly Building Program", l'illuminazione del Lachta-centr sarà progettata in modo da rendere l'edificio sicuro per gli uccelli, specialmente nei periodi di migrazione di questi (autunno, inverno). Il sistema dell'intensità dell'illuminazione e del cambio di colore è attualmente in fase di sviluppo.[48]
- A causa delle peculiarità del clima molto umido e ventoso nella regione nord-occidentale della Russia, la possibilità di congelamento degli edifici è relativamente alta. Per evitare la completa formazione di ghiaccio nella guglia della torre, gli ingegneri hanno ricoperto lle vetrate con una garza di metallo.[49][50]

### Sviluppo del trasporto
La costruzione del Lachta-centr solleva un problema di sviluppo dei trasporti a causa della prevista crescita del flusso di traffico nella regione. Due rotonde verranno costruite vicino al centro di Lachta. Queste saranno una delle fasi della costruzione della futura autostrada М32А. Un servizio di metropolitana leggera dalla stazione ferroviaria della Finlandia e una nuova linea di tram dalla stazione della metropolitana di Primorskaja saranno costruiti per servire il Lachta-centr. Sono in corso progetti per costruire una nuova stazione della metropolitana con il titolo provvisorio di "Lachta". Sono inoltre previste piste ciclabili vicino al Lachta-centr con 90 posteggi per biciclette.

## Galleria d'immagini

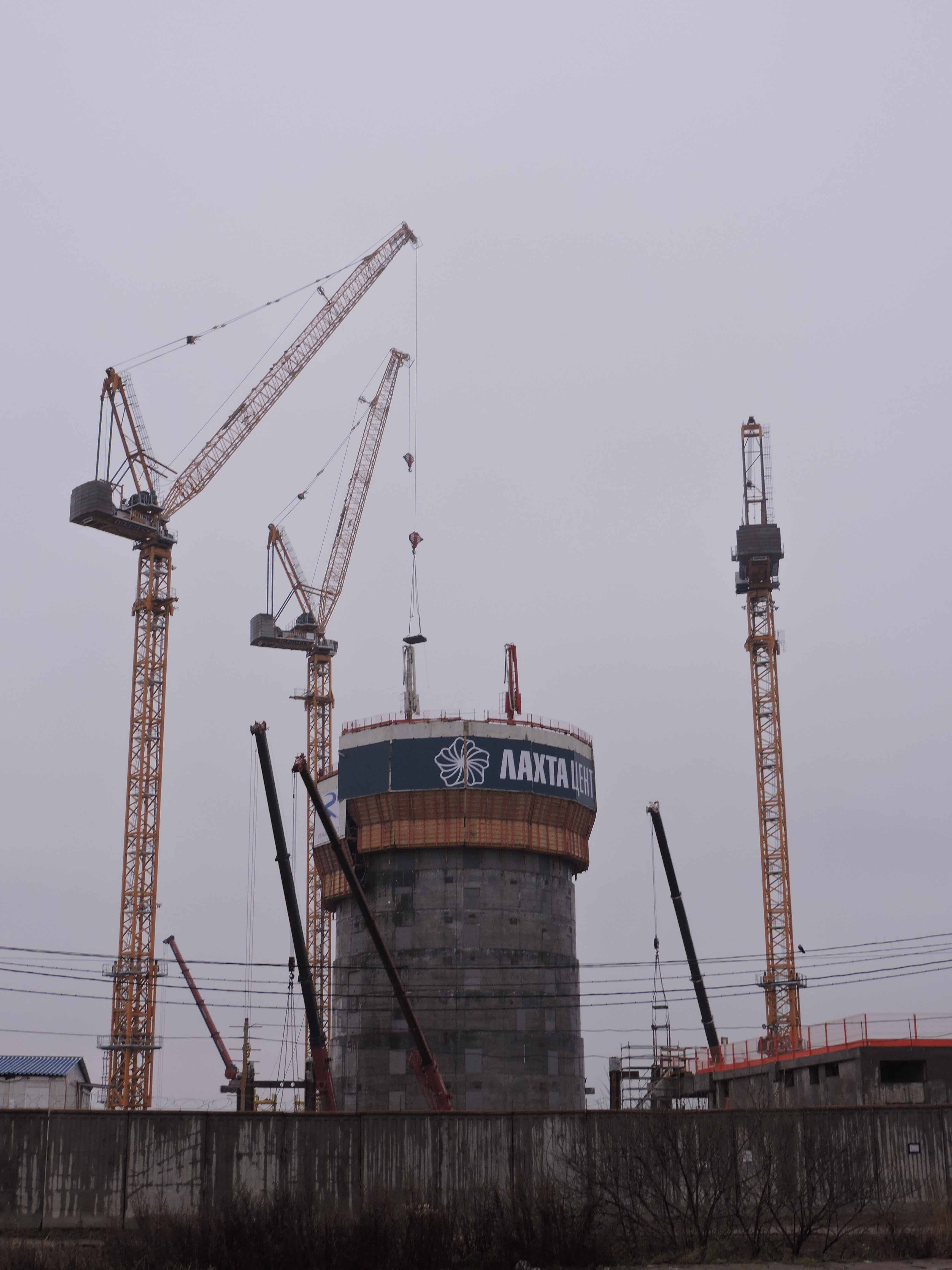
Novembre 2015
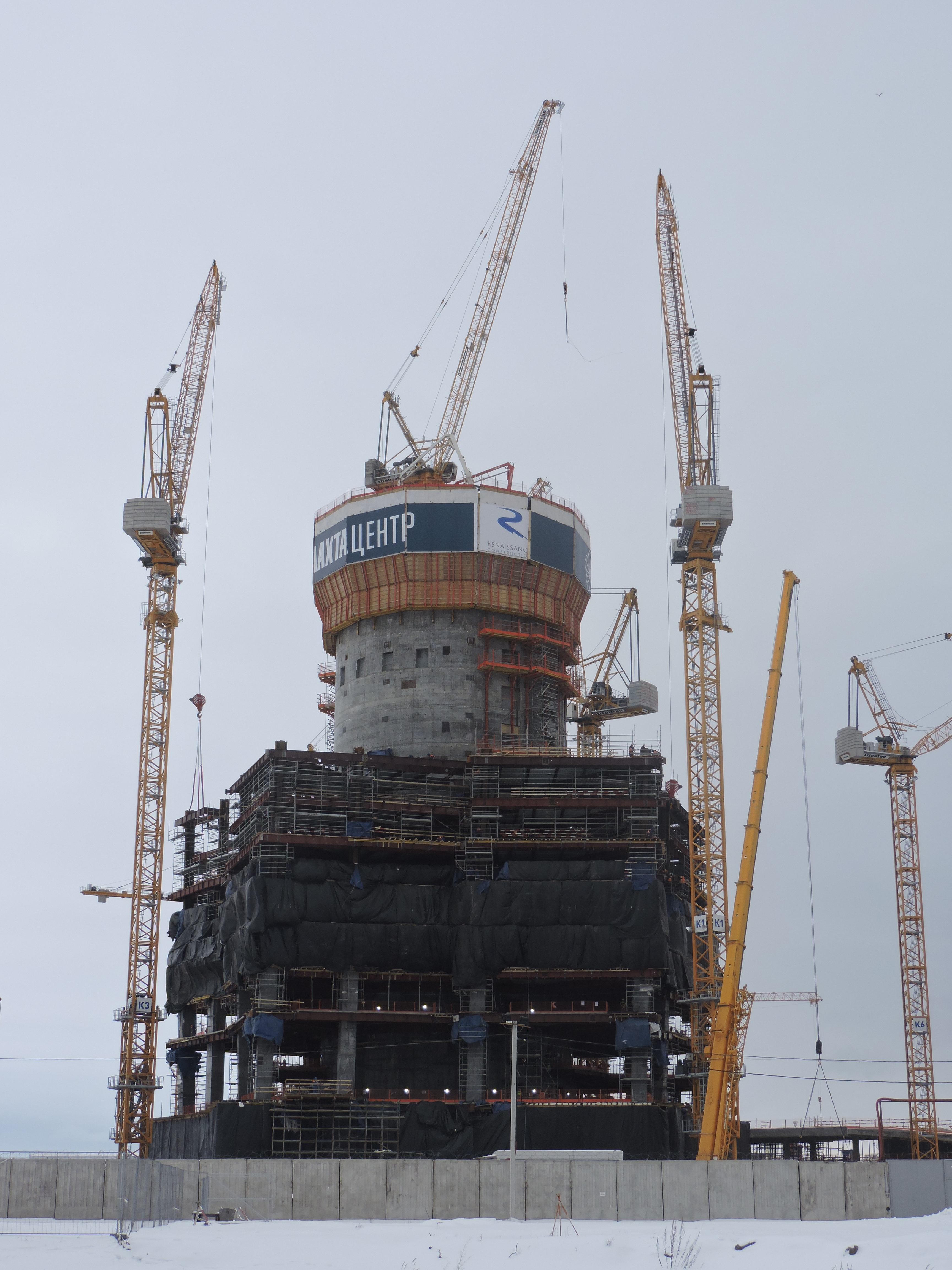
Febbraio 2016
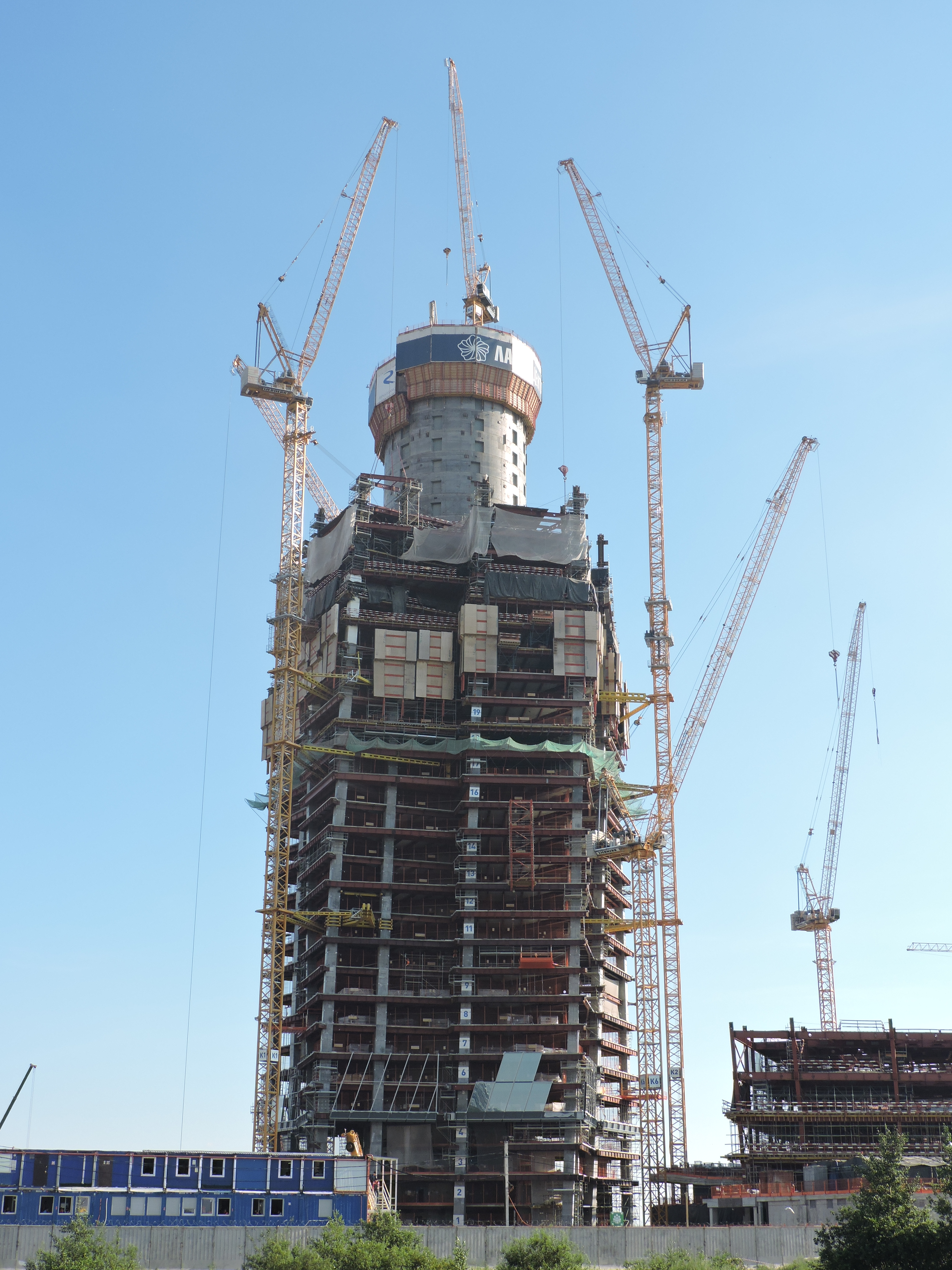
Luglio 2016
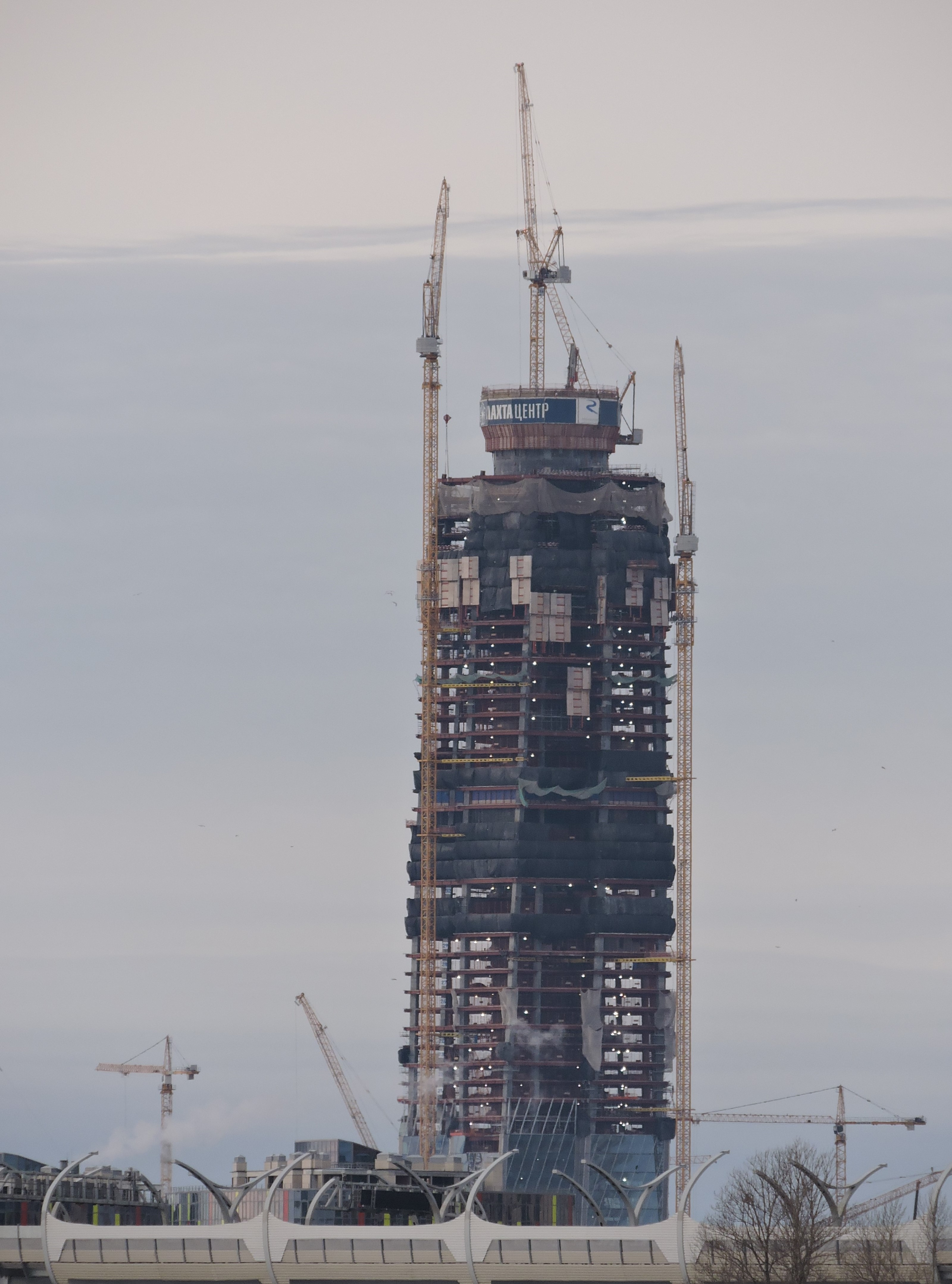
Dicembre 2016
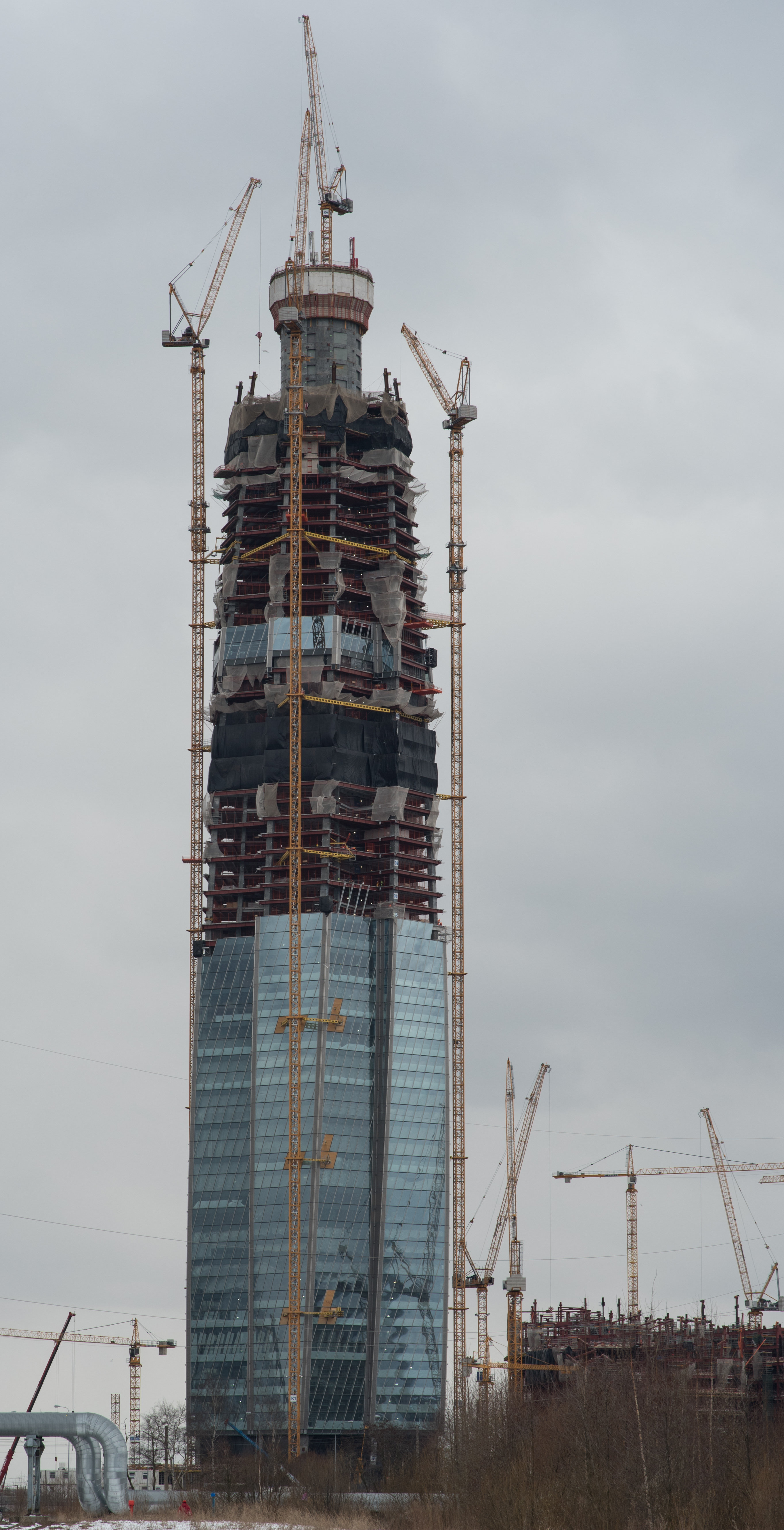
Aprile 2017
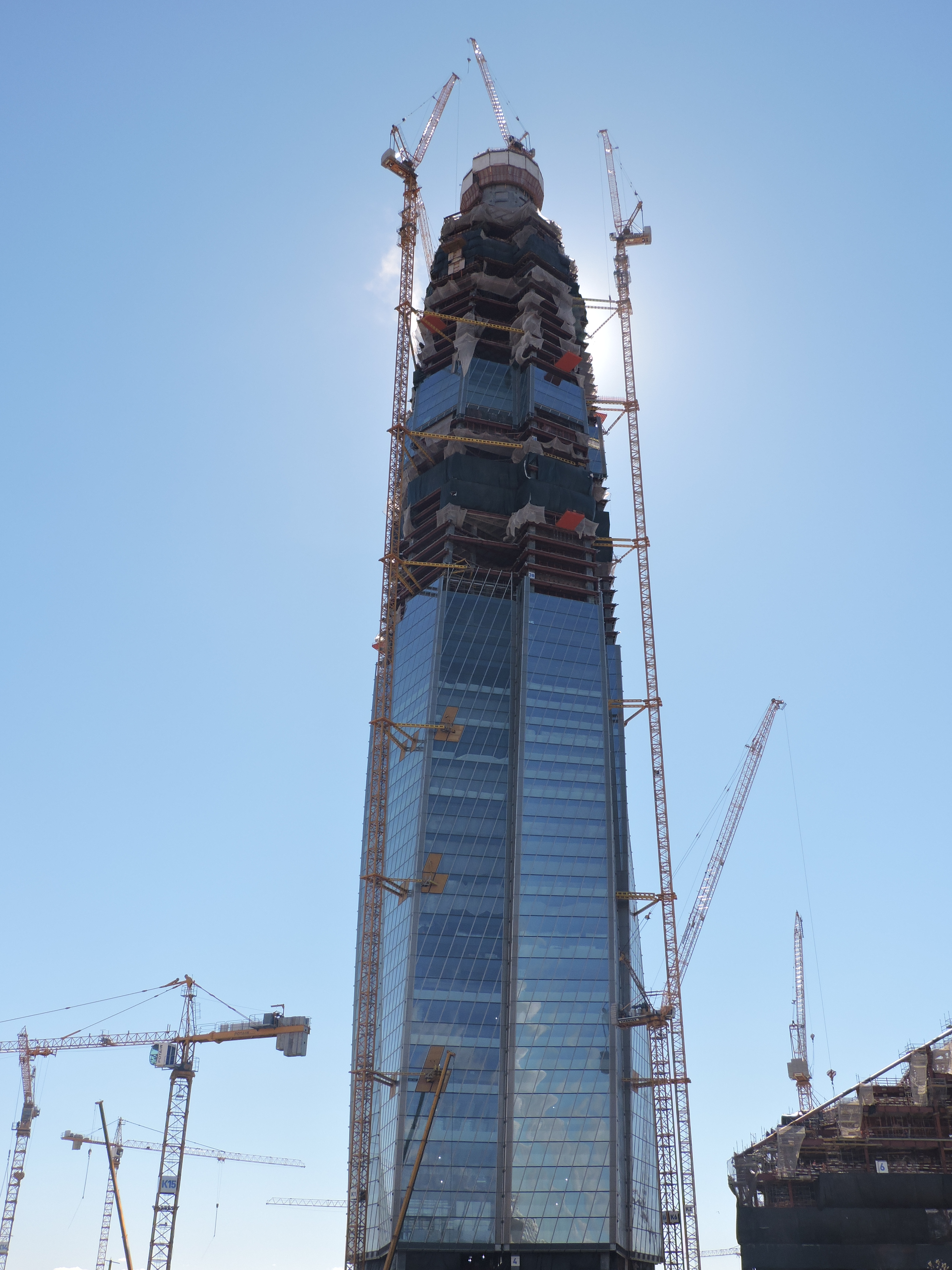
Maggio 2017
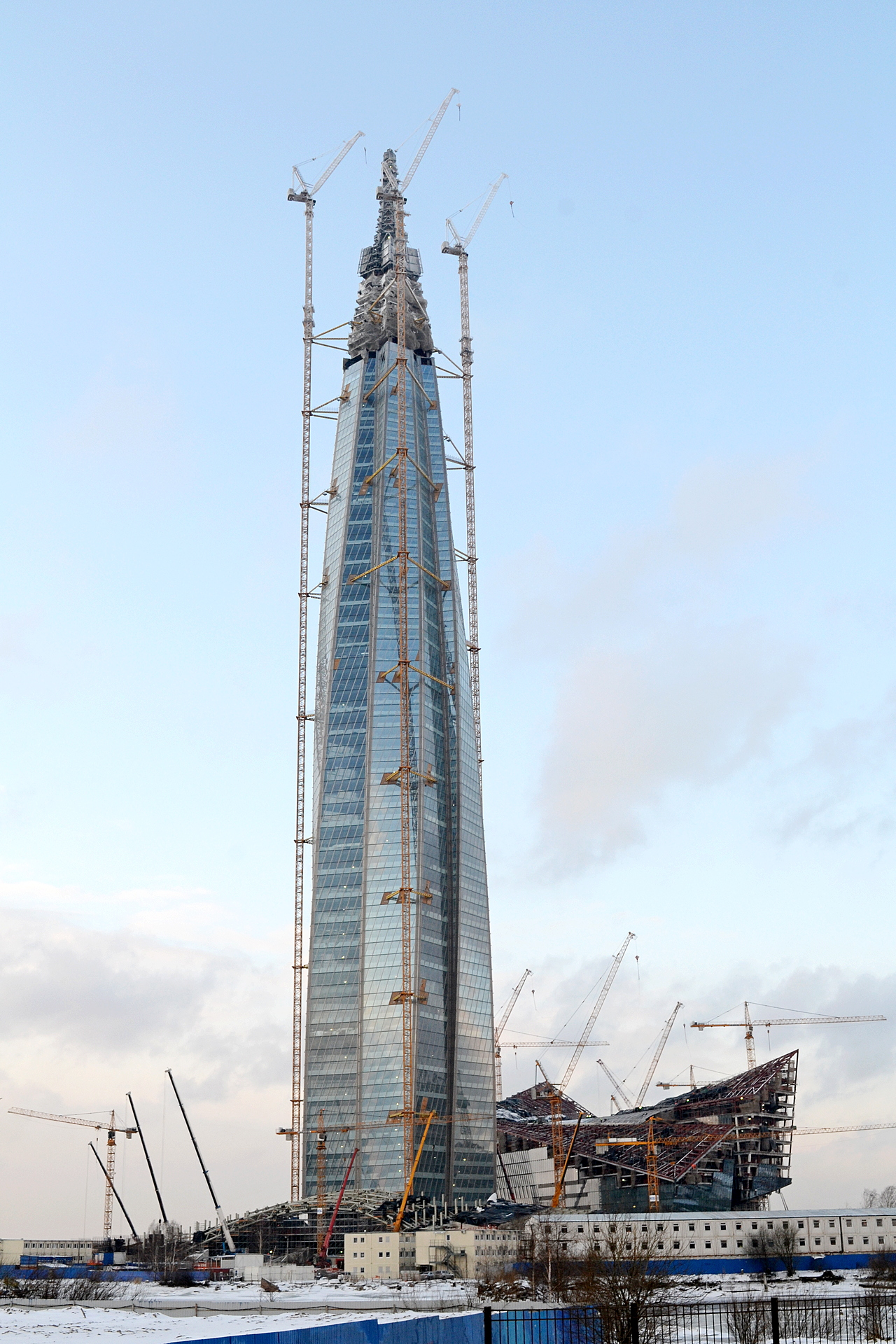
Gennaio 2018. L'altezza è di 450 metri
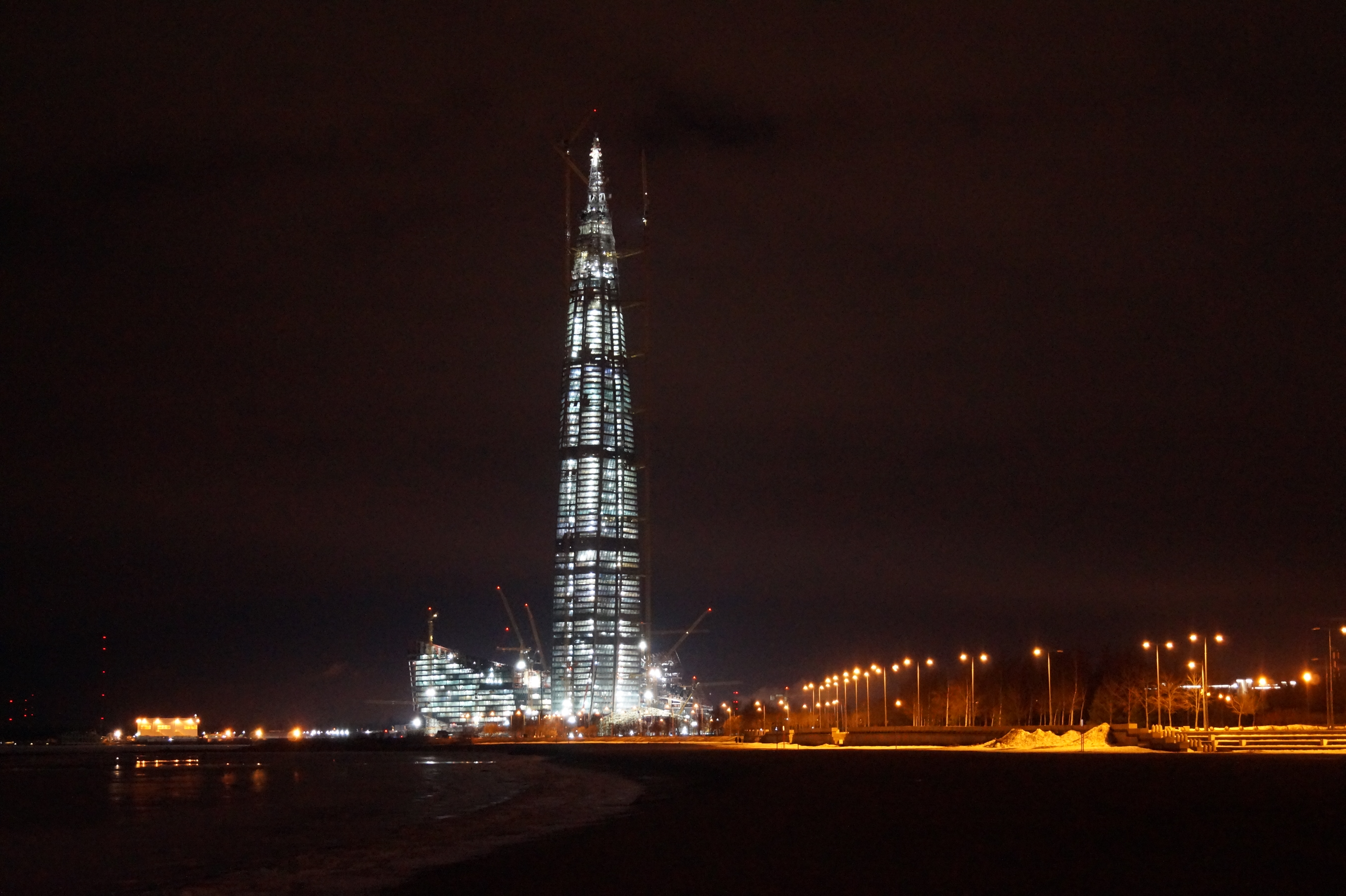
Gennaio 2018
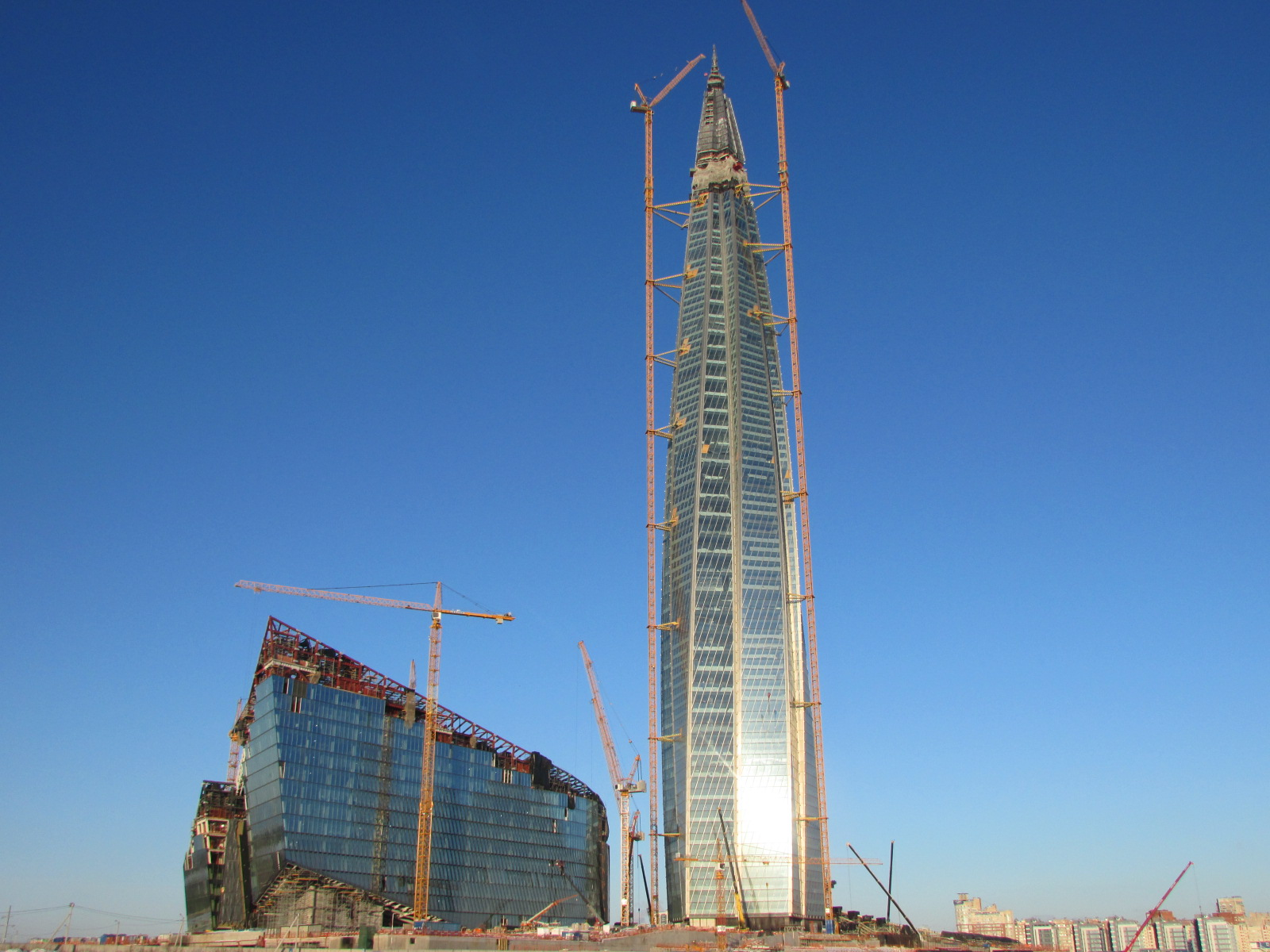
Febbraio 2018. L'altezza è di 463 metri.
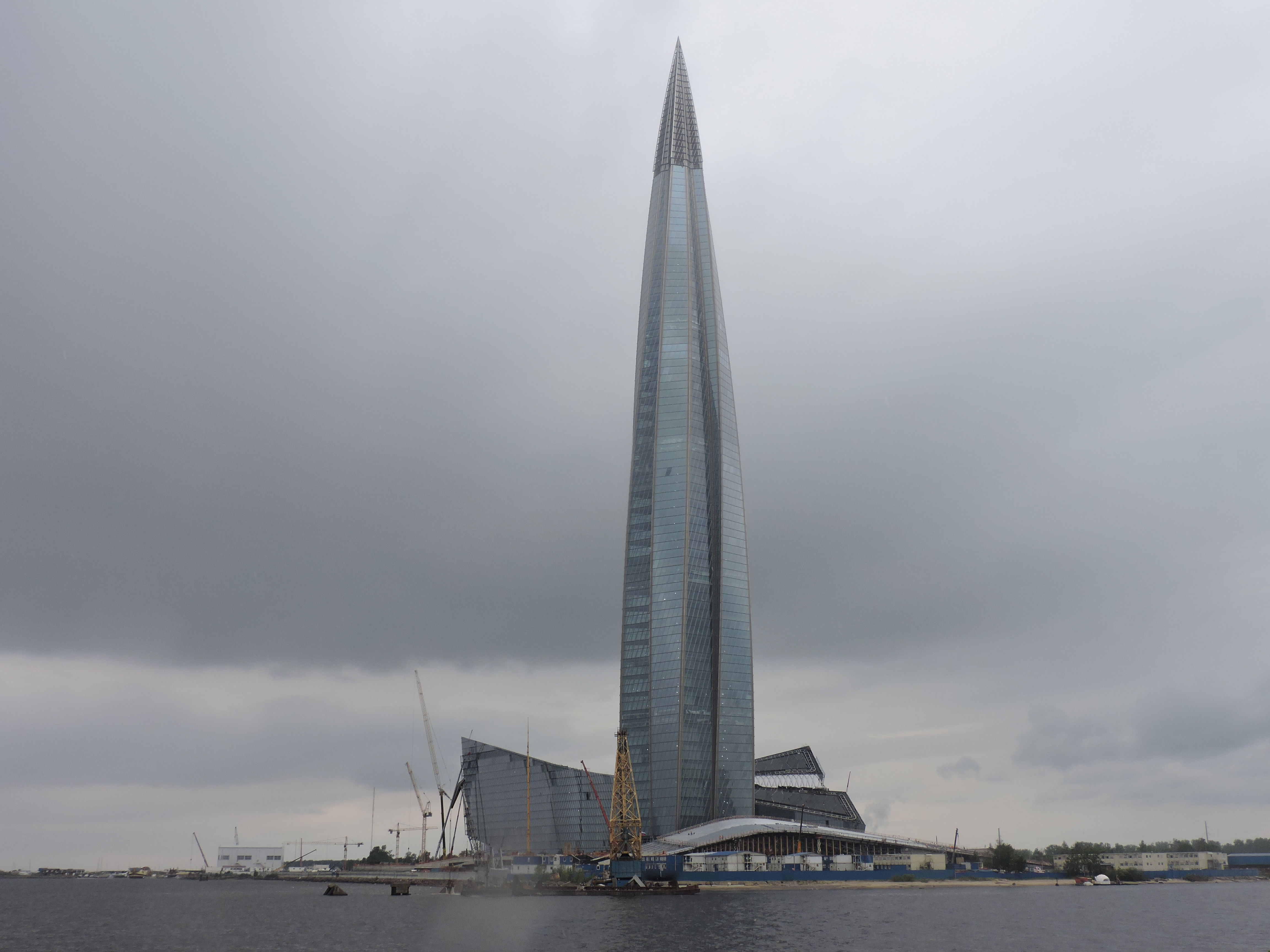
Giugno 2018
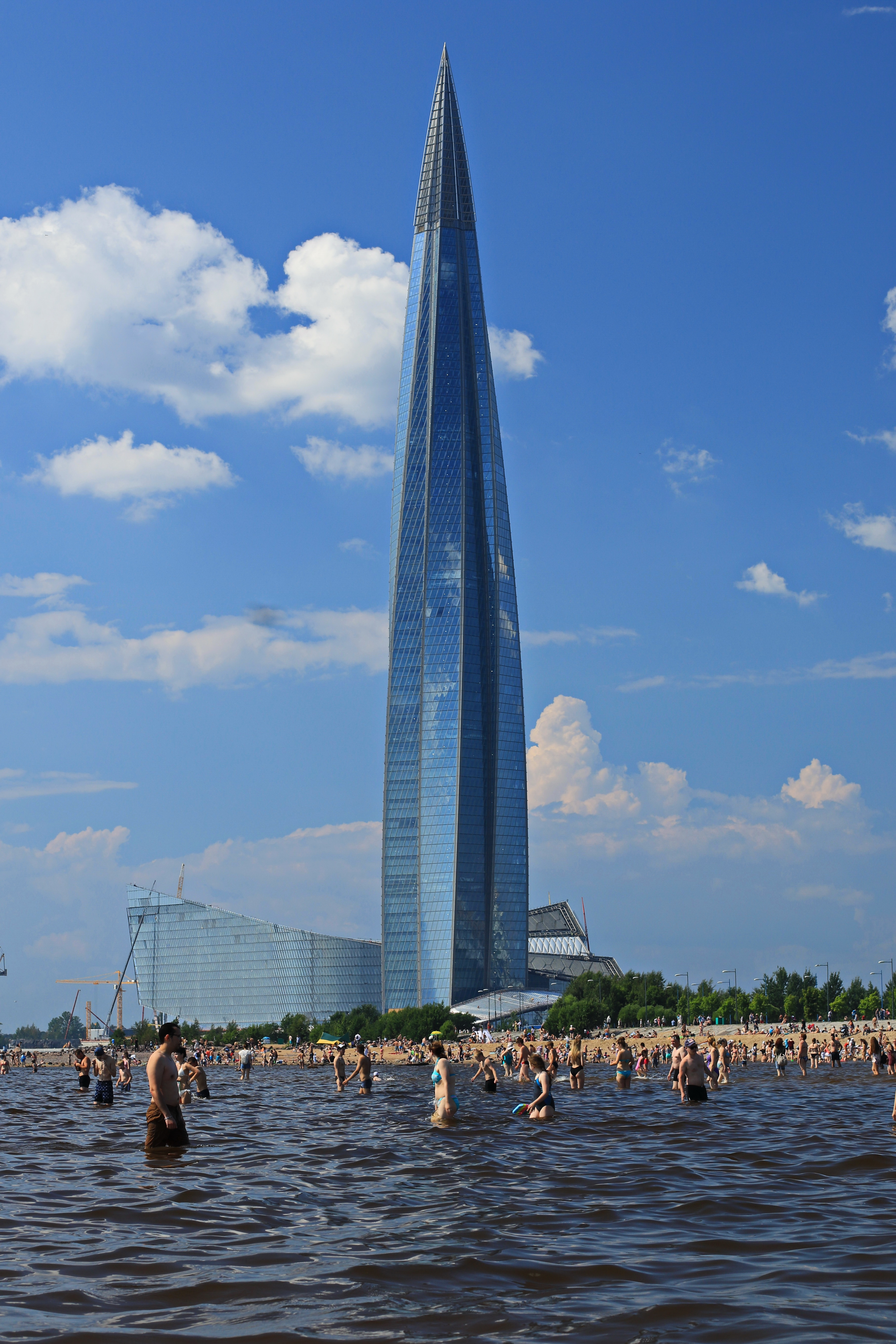
Giugno 2018
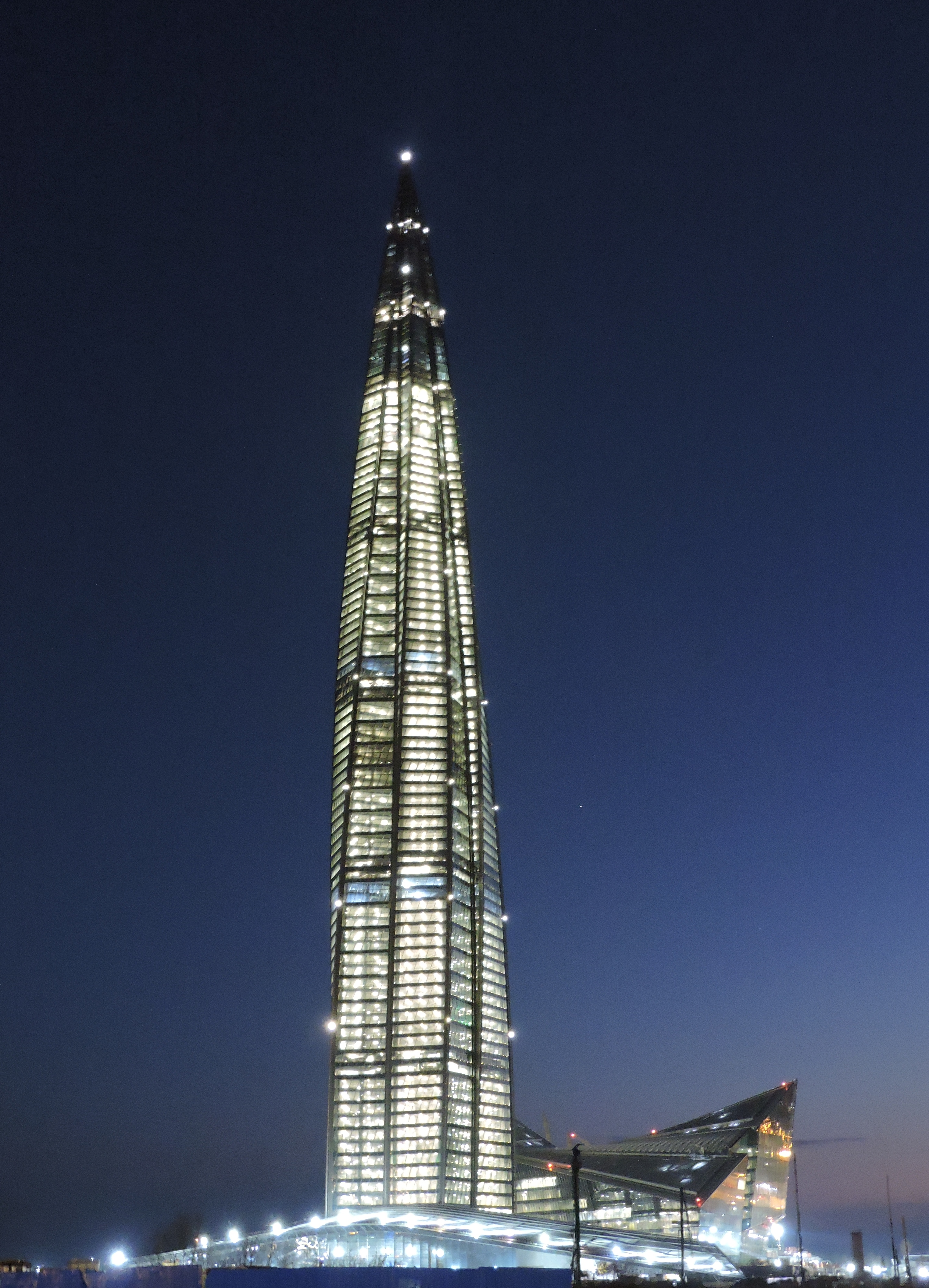
Aprile 2019
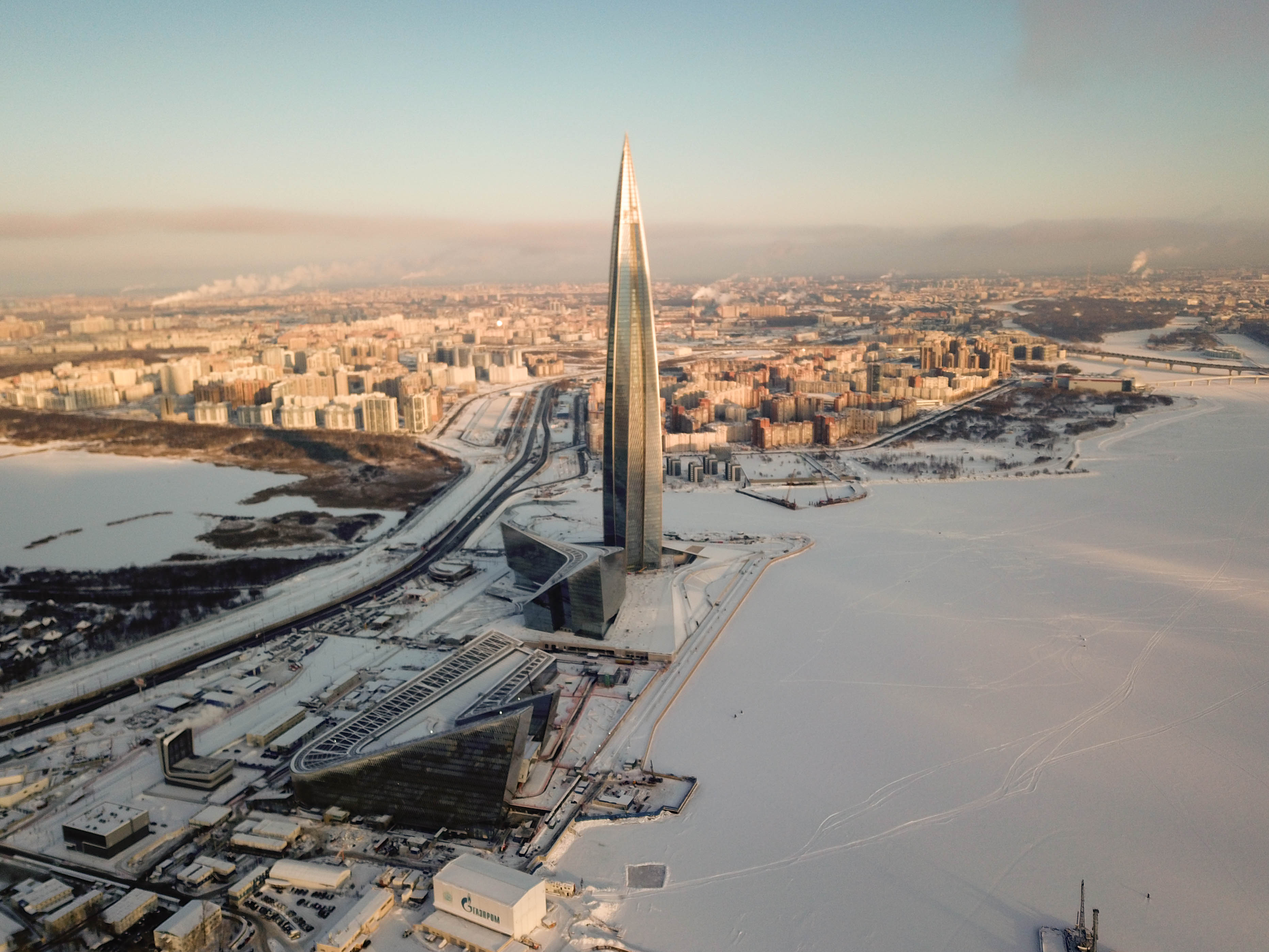
Febbraio 2021
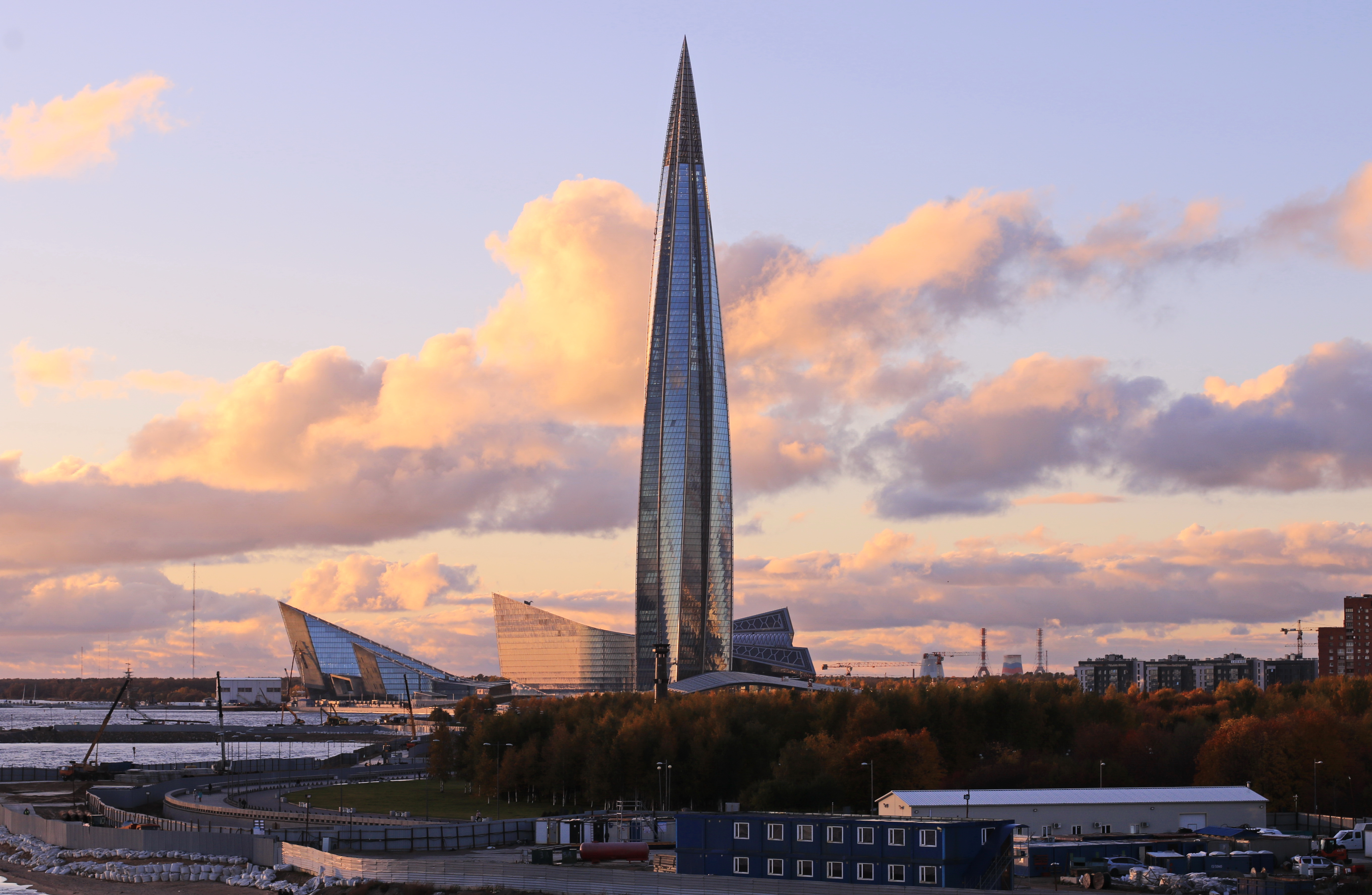
Ottobre 2022
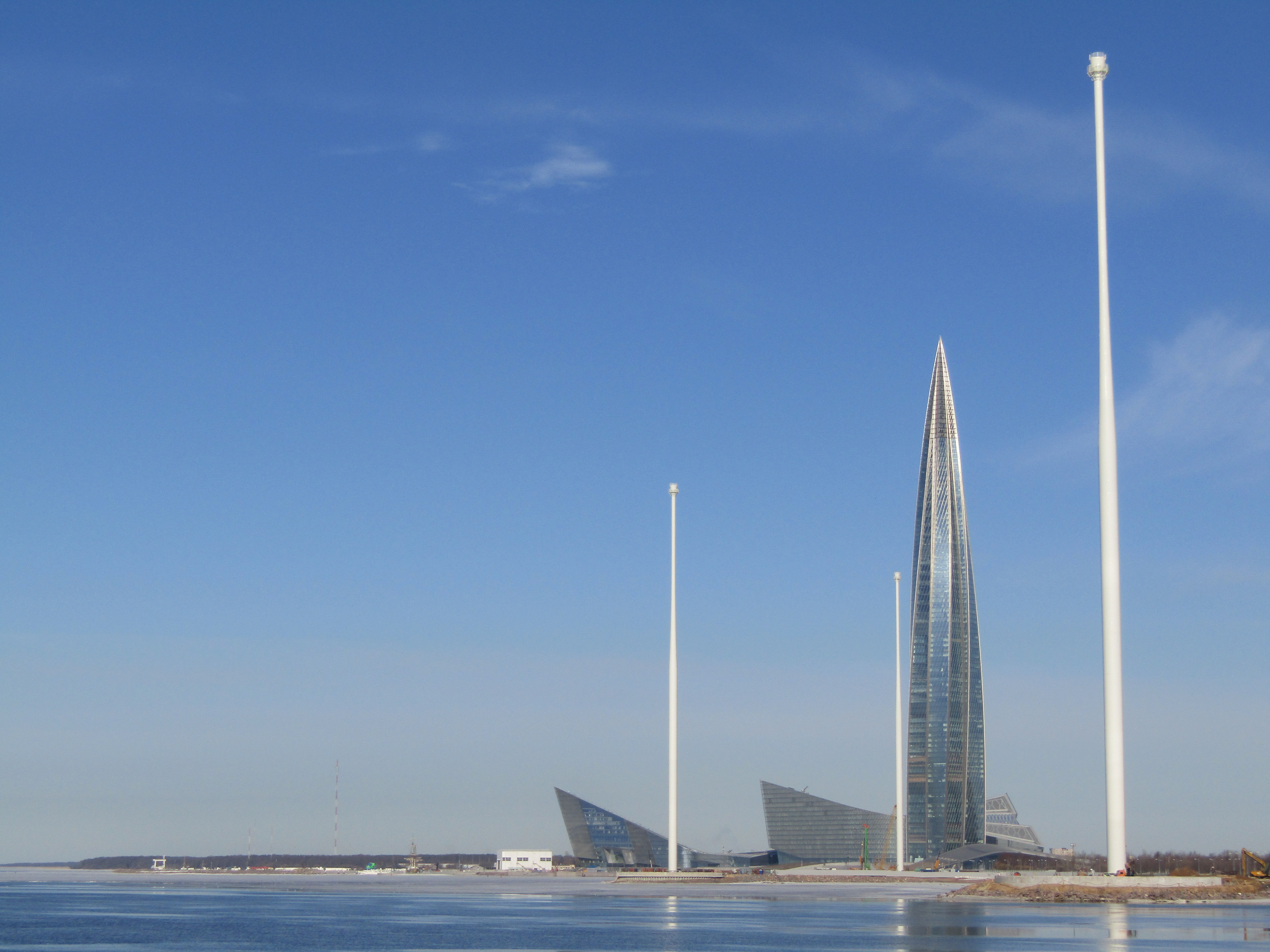
Aprile 2023